# 革歧鬚鮠
革歧鬚鮠，為輻鰭魚綱鯰形目倒立鯰科的其中一種，為熱帶淡水魚，分布於非洲尼日河、甘比亞河、塞內加爾河、乍得湖及伏塔河流域，體長可達50公分，棲息在底中層水域，以甲殼類、軟體動物及有機碎屑等為食，生活習性不明，可做為食用魚。